# Sullivan City
Sullivan City est une ville des États-Unis située dans le comté de Hidalgo au Texas. En 2010, sa population était de 4 002 habitants. 